# Lodowiec dendrytyczny
Lodowiec dendrytyczny (himalajski) – rodzaj lodowca górskiego, który w swym systemie zasilania ma kilka łączących się strumieni lodowych - rozgałęzień, z których każdy jest co najmniej lodowcem dolinnym. Jednym z najlepszym przykładów jest lodowiec Fedczenki w Pamirze.